# Saint-Mars-de-Locquenay
Saint-Mars-de-Locquenay là một xã trong tỉnh Sarthe ở tây bắc nước Pháp. Xã này nằm ở khu vực có độ cao từ 102-167 mét trên mực nước biển.